# 卡米拉·达尔比
卡米拉·达尔比（丹麥語：Camilla Dalby，1988年5月15日—），丹麦女子手球运动员。她曾代表丹麦国家队参加2012年夏季奥林匹克运动会女子手球比赛，结果获得第九名。